# 起き抜け一番!榎さんのニュース&ミュージック
起き抜け一番!榎さんのニュース&ミュージック（おきぬけいちばんえのさんのニュースアンドミュージック）は、1990年4月9日から1998年4月3日まで、TBSラジオで平日朝の帯番組として放送されたニュースと音楽をメインとしたラジオ番組。パーソナリティは、「榎さん」こと榎本勝起。

## 概要
榎本は、この後5:30からのJRN系全国ネット番組『三菱ふそう全国縦断・榎さんのおはようさん〜!』（以下『おはようさん』）も担当していたが、30分の前座番組としてTBSラジオのみ（関東ローカル）で放送していたのがこの番組である。
1988年10月から1990年3月まで『おはようさん』の放送時間が、キー局のTBSラジオのみ5:05 - 6:00の放送、他のJRN各局では5:30 - 6:30（一部地域6:00 - 6:30）であった（5:05 - 5:30はTBSラジオ単独の関東ローカル枠。実質的な全国ネット枠は30分間で、TBSラジオで未放送の6:00 - 6:30は他のJRN各局向けに裏送りだった）が、1990年4月の番組改編でキー局のTBSラジオも『おはようさん』の開始時間が他のJRN各局と同様5:30に変更されたため、キー局のTBSラジオで5:00 - 5:05のニュース・天気予報を内包する形で5:00 - 5:30の空白となった部分を『おはようさん』の前座番組として放送される事となった。関東ローカル枠と全国ネット枠の違いがあるものの内容や雰囲気に大きな違いはなく、キー局TBSラジオにおいては実質『おはようさん』が90分番組に拡大されたことになる。なお榎本は本番組エンディングで「この後は全国の仲間が参加します」と言っていた。
5:30からの『おはようさん』が終了したことに伴い、本番組も終了。『おはようさん』の後番組『生島ヒロシのおはよう一直線』担当の生島ヒロシが5:00 - 5:30の枠も引き継いでいた。タイトルは『生島ヒロシのおはよう定食』。

## 音楽
- オープニング：アール・クルー「Back in Central Park」
- エンディング：鳥山雄司「ANGEL VOICES」

上記の他、「おもしろカレンダー」のコーナーオープニングジングルとして服部克久「泉」（『音楽畑4 A LA CARTE』収録曲）が使用された。